# Рівне (Дрогобицький район)
Рі́вне (Кенігзау до 1938, Рувне в 1938—1939, Рівне з 1939) —  село в Україні, у Летнянському старостинському окрузі Меденицької селищної громади, Дрогобицького району Львівської області.

## Історія

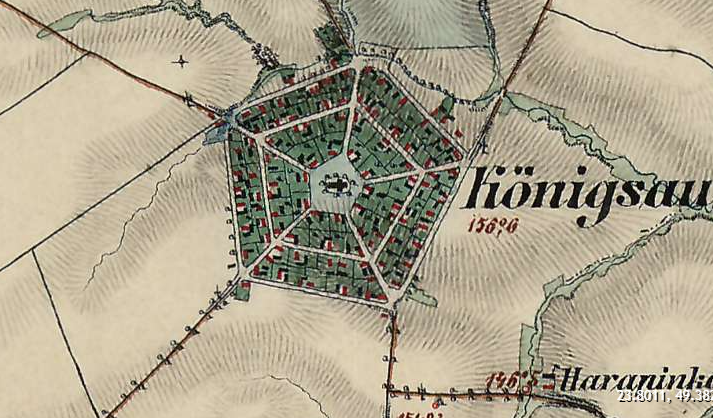
с. Рівне (Konigsau) на австрійській мапі XIX ст. «село-форт»

Село під назвою Кенігзау (Königsau — «королівська поляна») було засноване у 1783 році німецькими поселенцями, що прийшли під час австрійського правління після першого розділу Польщі (1772) за програмою Йосифинської колонізації. Було під австрійським володінням до 1918 року, з 1919 до 1939 року належало до Речі Посполитої.

1790 року була відкрита німецька школа. 1846 в центрі села була збудована церква, присвячена св. Себастьяну і Фабіану. У 1912 було створено «Raiffeisen kasse» з 44 членів. 1929 на ринку відкрився «Німецький дім», була бібліотека. З 1936 року шкільні уроки німецькою мовою не викладались. У 1937 р. відкритий молочний кооператив. 
25 листопада 1938 р. розпорядженням міністра внутрішніх справ Польщі Кеніґзау Меденицької ґміни перейменовано на Рувне (Równe). Перейменування велося з огляду на події в Німеччині і небезпеки «захисту німецькомовних» з боку нацистської Німеччини, польський уряд вирішив позбутися німецьких назв. Одночасно інші села, що були також населені німецькими поселенцями, були перейменовані. Йозефсберг (Josefsberg) отримав назву Коросьніца (Korośnica, нині Коросниця), Ґассендорф (Gassendorf) було змінено на Улічне Мале (Uliczne Małe, нині Уличне), Ugartsberg став Wypuczko (Випучки, знищене під час 2 світової війни, тепер — незаселена місцевість), і Нойдорф (Neudorf) був змінений на Полміновіце (Polminowice, нині Нове Село).
Після 1939 року село було окуповане СРСР і мало назву «село Рівне». 1940 р. німців виселили до Ватерґав.
У 1946 р. поселення було центром Рівненської сільської ради Меденицького району Дрогобицької області.
Станом на 1967 р. село вже було у складі Летнянської сільської ради Дрогобицького району Львівської області.
Поселення має план у вигляді правильного п'ятикутника.

## Розвиток громади
23 грудня 2018 року у складі першої у Дрогобицькому районі (приєдналося на добровільній основі) — у Меденицькій об'єднаній територіальній громаді. Інтереси села Рівного у територіальній громаді представляють двоє депутатів.
У селі один урбанонім - вулиця Зелена Поляна - перейменована з вулиці Перемоги 07 вересня 2023 р. рішенням Меденицької селищної ради №2436

## Населення
Станом на січень 2024 р. у селі наявно 58 домогосподарств, у 18 з яких не проживають люди.
Після виїзду німців - корінних мешканців поселення, по закінченні Другої світової війни, у їхні домівки заселили різні сім'ї, які працювали у військоївій частині, що була у лісі, неподалік села, та у радгоспі "Рівнянський". Тому автохтонних антропонімів у поселені немає. Станом на січень 2024 р. наявні такі прізвища: Бецко, Білокур, Великохатько, Волосецький(-а), Гарбіч, Грацонь, Гриньків, Грициняк, Гулак, Гусейко, Дворак, Деврішов(-а), Домбровський(-а), Дроб, Дудич, Жук, Заріцький(-а), Зарічний(-а), Іванус, Івашків, Карпин, Кащак, Кісера, Климків, Козар, Кукляк, Кулик, Летнянчик, Леснянський(-а), Максименков(-а), Мориконь, Мушовський(-а), Паньків, Петриків, Раделицький(-а), Радловський(-а), Сидоренко, Собко, Федорків, Харченко, Ціхотський(-а), Швець, Юрків. 
Такі прізвища, як Гриньків, Дудич, Іванус, Кащак, Кісера, Леснянський, Раделицький поширені у сусідніх населених пунктах: селах Більче, Гірське, Летня та селищі Меденичі.